# Peter Thiel
Peter Andreas Thiel (/tiːl/; n. 11 octombrie 1967, Frankfurt am Main, RFG) este un antreprenor, investitor de capital de risc și activist politic american. Cofondator al PayPal, Palantir Technologies și Founders Fund, a fost primul investitor extern în Facebook. Conform Forbes, în mai 2025, averea netă estimată a lui Thiel era de 20,8 miliarde de dolari americani, ceea ce îl plasa pe locul 103 în topul celor mai bogate persoane din lume.
În 2016, Thiel a confirmat că l-a finanțat pe Hulk Hogan în procesul Bollea vs. Gawker, deoarece blogul Gawker dezvăluise că Thiel este gay. Procesul a dus în cele din urmă la falimentul Gawker și la falimentul fondatorului Nick Denton.
Într-un eseu din 2009, Thiel a explicat că a ajuns să „nu mai creadă că libertatea și democrația sunt compatibile”, în mare parte datorită faptului că beneficiarii de asistență socială și femeile în general sunt „notoriu de duri față de libertarieni” și că și-a concentrat eforturile pe noile tehnologii (și anume spațiul cibernetic, colonizarea spațiului și seasteading) care ar putea crea „un nou spațiu pentru libertate” dincolo de politica actuală. Eseul respectiv a fost menționat în scrierile lor de Curtis Yarvin și Nick Land, principalii teoreticieni ai mișcării neoreacționare.
Spre februarie 2022, Thiel era unul dintre cei mai mari donatori ai candidaților republicani în campania electorală din 2022, cu contribuții de peste 20,4 milioane de dolari. El a finanțat 16 candidați la Senat și Congres, dintre care mai mulți au susținut falsul că ar fi existat fraude electorale semnificative în alegerile prezidențiale din 2020. Doi dintre candidații senatoriali (Blake Masters (care a pierdut cursa) și vicepreședintele de mai târziu, JD Vance) erau tot investitori în tehnologie care lucraseră mai înainte pentru Thiel.
Thiel s-a căsătorit cu partenerul său de lungă durată, Matt Danzeisen, în octombrie 2017, la Viena, Austria. Danzeisen lucrează ca manager de portofoliu la Thiel Capital. Thiel a avut și o relație de lungă durată cu Jeff Thomas, un influencer pe rețelele de socializare, de la începutul pandemiei de COVID-19 până la moartea subită a lui Thomas în martie 2023. Locuiește în San Francisco, California.